# Shepherd's Bush Market
Shepherd's Bush Market è una stazione della metropolitana di Londra servita dalle linee Circle e Hammersmith & City.

## Storia

Diagramma delle stazioni nell'area di Shepherd's Bush, con l'ubicazione di Shepherd's Bush Market.

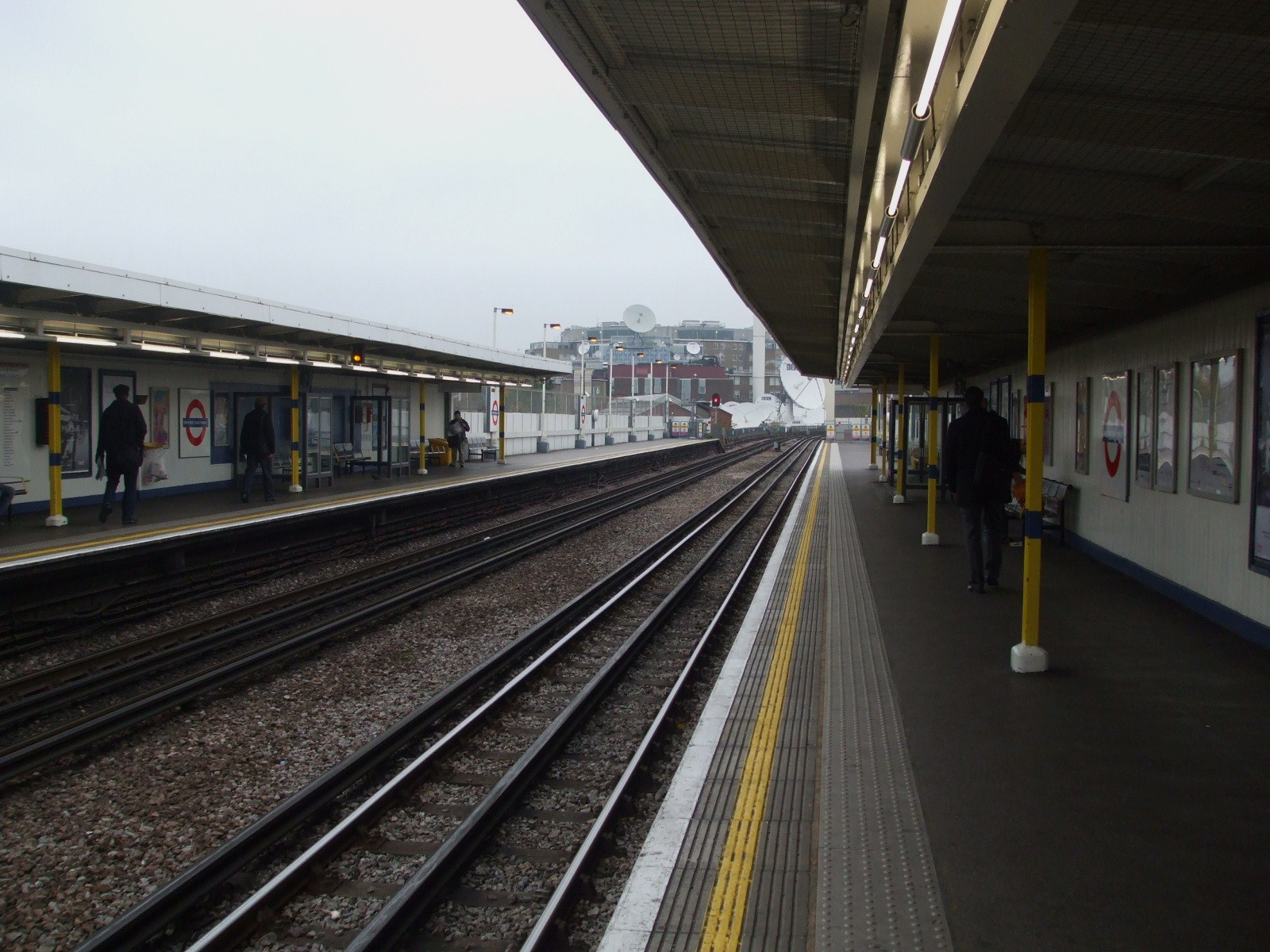
Piattaforma della stazione in direzione nord.

La stazione originale fu aperta dalla Metropolitan Railway (MR) il 13 giugno 1864 sulla diramazione per Hammersmith (oggi parte della linea Hammersmith & City). Si trovava nell'area del mercato di Shepherd's Bush, poco a sud di Uxbridge Road. Questa stazione fu chiusa il 31 marzo 1914 per essere rimpiazzata da due stazioni che aprirono il giorno seguente: la nuova stazione di Shepherd's Bush, spostata a nord sul lato opposto di Uxbridge Road, e la stazione di Goldhawk Road, a circa mezzo chilometro di distanza verso sud. Della stazione originale del 1864 non è rimasta alcuna traccia.
La Central London Railway (CLR, oggi la linea Central), aprì nel 1900 una propria stazione nella zona, anch'essa denominata Shepherd's Bush, così che per 108 anni la metropolitana di Londra ebbe due stazioni con lo stesso nome situate a 500 metri di distanza l'una dall'altra.
Prima del 13 dicembre 2009, la stazione era servita solamente dalla linea Hammersmith & City; da quella data in avanti, è servita anche dai treni della linea Circle.

### Cambio di nome
Fino al 2008, la stazione era chiamata semplicemente Shepherd's Bush, come la omonima stazione della linea Central situata all'incirca mezzo chilometro verso est. Con l'apertura, avvenuta nel 2008, della stazione ferroviaria di Shepherd's Bush situata sulla linea West London e servita dalla London Overground, fu deciso di rinominare la stazione della linea Hammersmith & City Shepherd's Bush Market  per evitare di avere tre stazioni nella stessa zona con lo stesso nome. Il cambio avvenne il 12 ottobre 2008 in concomitanza con l'apertura della stazione di Wood Lane.
La stazione è situata all'estremità occidentale del parco di Shepherd's Bush Green e si trova di fronte all'ingresso nord del mercato di Shepherd's Bush, dal quale la stazione prende il suo nome. Il mercato ha occupato la striscia di terreno accanto ai binari della Hammersmith & City Line fin dal 1914, quando prese il posto in precedenza occupato dalla stazione originale di Shepherd's Bush. La stazione di Goldhawk Road si trova all'estremità sud del mercato.

## Strutture e impianti
La stazione si trova vicino a diversi teatri nella zona di Shepherd's Bush, tra i quali il Bush Theatre e lo Shepherd's Bush Empire. È anche una delle stazioni che servono lo stadio di Loftus Road, sede della squadra di calcio dei Queens Park Rangers. Il centro commerciale Westfield London City è situato a breve distanza verso est.
La stazione di Shepherd's Bush Market si trova nella Travelcard Zone 2.

## Interscambi
Nelle vicinanze della stazione effettuano fermata numerose linee urbane automobilistiche, gestite da London Buses
- Fermata autobus